# 欧阳海
欧阳海（1939年10月23日—1963年11月18日），湖南省桂阳县人，中华人民共和国革命烈士。
欧阳海于1959年应征参军，在衡阳服役，同年加入中国共产主义青年团，次年加入中国共产党。欧阳海在军队中认真学习毛泽东著作，多次因为勤奋劳动和刻苦训练而立功受奖。1962年任班长。
1963年11月18日凌晨，欧阳海随部队出发野营训练，途中路过京广线时，北上的288次旅客列车鸣笛驶来，炮连驮着炮架的一匹军马猛然受惊，窜上铁道，在即将发生相撞的危急之时，欧阳海舍身将军马连同炮架推下铁轨，自己则被列车撞成重伤，同日牺牲。
1964年，广州军区追认其为“爱民模范”。1月22日，国防部命名他生前所在的班为“欧阳海班”。3月19日，朱德、董必武、贺龙、徐向前、聂荣臻、叶剑英等人为其题词，号召全国人民向欧阳海学习。
桂阳县有以其名字命名的欧阳海乡、欧阳海广场、欧阳海水库。